# La Chapelle-Launay

La Chapelle-Launay este o comună în departamentul Loire-Atlantique, Franța. În 2009 avea o populație de 2,764 de locuitori.